# 젖음

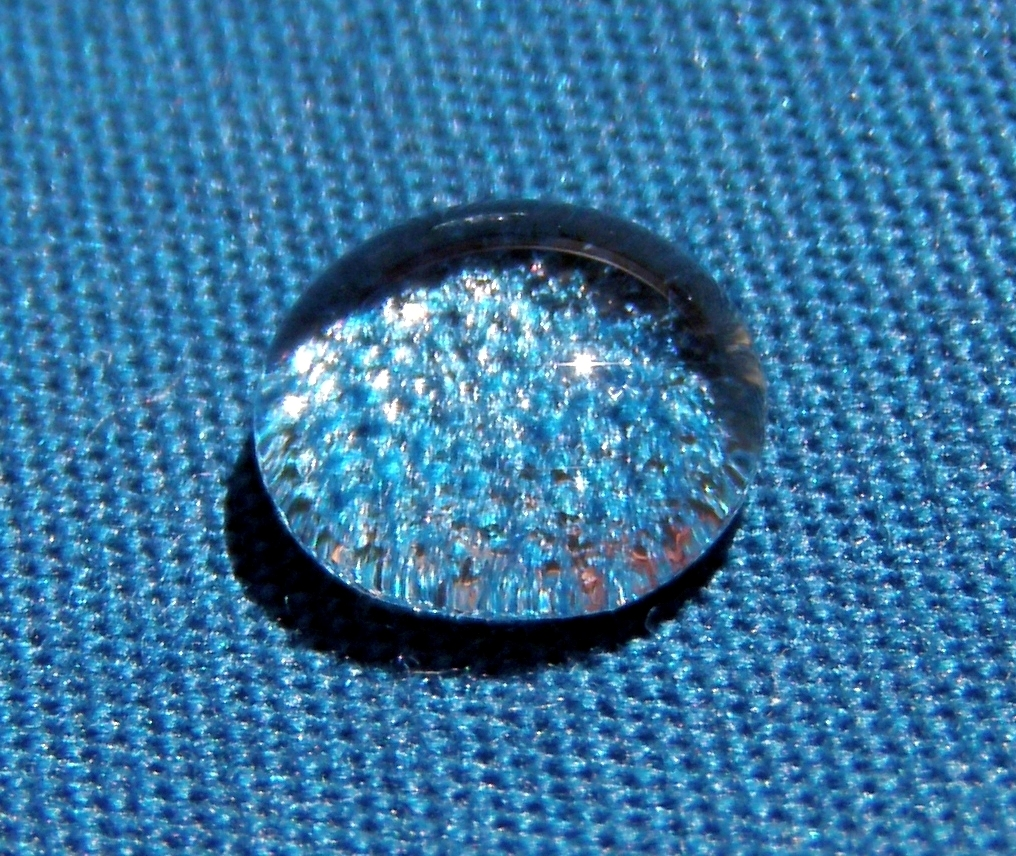
젖지 않도록 화학 처리된 섬유 위의 물방울

젖음은 액체가 고체 표면과 접촉을 유지하는 능력으로, 액체와 고체가 만났을 때 생기는 분자간 상호작용에 의해 발생한다. 접착과 응집의 균형이 젖음의 정도(습윤성)을 결정한다. 젖음은 물질의 세 상태인 기체, 액체, 고체 상태를 모두 다룬다. 그래핀, 탄소 나노튜브와 같은 나노 소재가 최근 20년간 발전함에 따라 젖음은 나노 기술 및 과학에서 핵심적인 위치에 있게 되었다.
젖음은 두 물질의 결합이나 접착에서 중요하다. 젖음과 젖음을 통제하는 접착력, 응집력은 모세관 현상과 같은 현상을 일으키기도 한다. 젖음의 정도와는 무관하게 고체 표면 위의 액체 방울은 돔에 가까운 모양을 보인다. 이 문서에는 다양한 정도의 젖음을 요약해 놓았다.
젖음에는 비활성과 활성의 두 종류가 있다.

## 접촉각
접촉각이란 액체가 고체 표면과 접촉할 때 이루는 각이다.

## 같이 보기
- 흡착
- 전기 습윤 현상